# Öllingen
Öllingen ist eine kleine Gemeinde im Alb-Donau-Kreis in Baden-Württemberg. Sie gehört dem Gemeindeverwaltungsverband Langenau an.

## Geografie

### Geografische Lage
Öllingen liegt am Südhang der Schwäbischen Alb, im nördlichen Alb-Donau-Kreis, etwa 18 km nordöstlich von Ulm entfernt. Öllingen befindet sich auf 526 m über NN zwischen dem Lonetal im Norden und der Donauniederung mit dem Langenauer Becken im Süden.

### Allgemeines
Am Südhang der Flächenalb zum Langenauer Becken gelegen ist Öllingen ein ländlich strukturiertes Dorf, das durch Landwirtschaft, Weberei und durch den Abbau von Sand am nahegelegenen Sandberg geprägt wurde. Während der letzten Jahrzehnte hat sich das Dorf zu einer Wohngemeinde mit einigen landwirtschaftlichen Betrieben und Handwerksbetrieben gewandelt.
Die markantesten Wahrzeichen der Gemeinde sind die weit sichtbare Ulrichskirche und der Wasserturm.
Ihre Gemarkung umfasst eine Fläche von 809 Hektar. Mit 531 Einwohnern (Stand: 31. Dezember 2012) ist Öllingen eine der 30 kleinsten selbstständigen Gemeinden in Baden-Württemberg.

### Nachbargemeinden
Die Gemeinde grenzt im Norden an den Ortsteil Bissingen der Stadt Herbrechtingen im Landkreis Heidenheim, im Osten an Rammingen, im Süden an die Stadt Langenau und im Westen an Nerenstetten und Setzingen.

### Schutzgebiete
Die Gemeinde hat im Norden Anteil am Landschaftsschutzgebiet Mittleres Lonetal. im Nordosten befindet sich der Bannwald Grubenhau.

## Geschichte

### Überblick bis zur Mediatisierung
Öllingen wurde im Jahre 1143 erstmals urkundlich unter dem Namen Elingen, später Ellingen erwähnt und gehörte zum Besitz des Klosters Anhausen.
Durch Ausgrabungen im Jahr 2002 wurde nachgewiesen, dass es bereits 2000 vor Christus auf dem Sandberg eine Siedlung gab. Außerdem wurde die im Lonetal liegende Bocksteinhöhle von steinzeitlichen Jägern genutzt.
Im 13. Jahrhundert gehörte Öllingen zur Herrschaft Albeck und wurde zusammen mit Albeck 1383 an Ulm verkauft. Der Grundbesitz der Gemeinde wurde seit dem 14. Jahrhundert an die Reichsstadt Ulm verkauft, was dazu führte, dass um 1790 die Reichsstadt fast alleiniger Grundherr war. Bis 1786 nahm die reitende Post von Oberelchingen ihren Weg durch Öllingen nach Giengen und Nördlingen.
Die Landeszugehörigkeit ging 1803 im Zuge der Mediatisierung der Reichsstadt Ulm an das Kurfürstentum Bayern über.

### Verwaltungszugehörigkeit
Im Jahre 1810 kam Öllingen per Grenzvertrag an das Königreich Württemberg, das Öllingen dem Oberamt Albeck zuwies. Durch die Auflösung des Oberamtes Albeck im Jahre 1819 wurde das Oberamt mit dem Oberamt Ulm zusammengelegt. Während der NS-Zeit in Württemberg wurde das Oberamt Ulm 1934 zum Kreis Ulm und 1938 zum Landkreis Ulm. Die Gemeinde Öllingen blieb von 1938 bis zum Jahr 1973 ein Teil des Landkreises Ulm. Nach dem Zweiten Weltkrieg lag der Ort in der Amerikanischen Besatzungszone und somit im 1945 gegründeten Land Württemberg-Baden, das 1952 im jetzigen Bundesland Baden-Württemberg aufging. Die Gebietsreform von 1973 führte zur Auflösung des Landkreises Ulm, und Öllingen kam als selbstständige Gemeinde zum Alb-Donau-Kreis.

### Religion
Seit der Reformation ist Öllingen überwiegend evangelisch geprägt. Die evangelische Kirchengemeinde Öllingen liegt im Kirchenbezirk Ulm und ist Teil der Württembergischen Landeskirche.

### Einwohnerentwicklung
Die nachfolgenden Angaben wurden von der Gemeinde Öllingen veröffentlicht.
- 1834: 359
- 1871: 390
- 1895: 373
- 1910: 391
- 1950: 449
- 1970: 383
- 1987: 397

## Bürgermeister
Nach dem Tod von Alexander Buchele wurde im Juli 2012 Georg Göggelmann zum neuen Bürgermeister gewählt. Göggelmann wurde im September 2020 mit 56,6 % der Stimmen wiedergewählt. Mit dem Landwirtschafts-Techniker Jürgen Hieber hat die etwa 570 Bürger zählende Gemeinde seit Jahresanfang 2025 einen neuen ehrenamtlichen Bürgermeister, der in die Fußstapfen des altershalber ausgeschiedenen Georg Göggelmann (68) trat. Hieber gehörte zuvor 20 Jahre dem Gemeinderat an und war Stellvertreter des vorherigen Amtsinhabers.

## Wappen

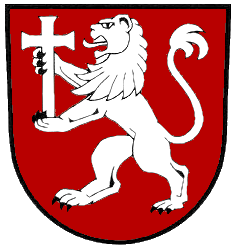
Öllinger Wappen

Auf rotem Hintergrund befindet sich ein aufgerichteter silberner (weißer) Löwe der in den Vorderpranken ein silbernes (weißes) Hochkreuz hält.
Der silberne Löwe auf rotem Hintergrund ist vom Wappen des Grafen von Dillingen abgeleitet. Diese haben im Jahre 1143 den hiesigen Fronhof und ein Viertel der Ortskirche dem Kloster Anhausen an der Brenz übergeben. Das Kreuz das der Löwe in seinen Pranken trägt deutet die Beziehung zum Kloster Anhausen an. Zugleich wird es als ein Hinweis auf historische Beziehungen zum Chorherrenstift Wiesensteig angesehen. Diesem hatte Kaiser Ludwig IV. (HRR) Bayer im Jahre 1330 das Patronat der Öllinger Kirche übergeben.
Das Wappen wurde der Gemeinde von der Landesregierung am 21. Februar 1955, die Flagge vom Landratsamt am 1. Oktober 1984 verliehen.

## Söhne und Töchter der Gemeinde
- Georg Hiller (* 1946), Kommunalpolitiker, Bürgermeister von Blaubeuren 1978–2002, Ehrenbürger von Blaubeuren